# 金智塔
金智塔，全称深圳金智塔电脑软件有限公司，于1997年创立。

## 历史
金智塔由原前导软件公司美术设计师纪峥、原前导软件公司主策划程翔、原前导软件公司主程序师骆文超、程序设计师李海军等人于深圳创立。
2000年7月，获得韩国电信SK株式会社投资，组建了注册资金人民币1000万的公司。
金智塔现已转行，经营教学光盘。

## 旗下产品

### 单机游戏
- 《江湖》（1999年2月）
- 《人在江湖》（1999年5月）
- 《胜者为王》（1999年6月）
- 《真命天子》 （1999年6月，代理台湾华义国际公司）
- 《江湖黄金版》（1999年12月，附《江湖后传》完全版、《幻想西游记》DEMO版）
- 《科隆战记3》（2000年1月，代理韩国HICOM公司）
- 《求婚365日Ⅱ》（2000年4月，代理香港GAMEONE公司）
- 《幻想西游记》（2000年5月）[4]
- 《脑力大作战》（2000年10月）[5]
- 《爱·上网：求婚365日Ⅱ》（2000年10月）[5]
- 《机甲战士》（2000年10月）[5]
- 《古龙群侠传》（2001年3月23日）[6]
- 《1937特种兵》（2001年5月）

### 网络游戏
- 《非常男女》
- 《人在江湖》
- 《骑士高手》
- 《星河贝贝》
- 《棋牌类11款》
- 《疯狂坦克》
- 《齐天大圣》
- 《神兵传奇》
- 《永生》
- 《雅典娜》[7]

### 杂志
- 《电脑电子GAME之家》（月刊杂志）
- 《PS超级玩家》（月刊杂志）
- 《新游戏快报》（周报）
- 《PC GAME》（半月刊）
- 《拳皇99》（漫画周刊）